# Primera Iglesia Metodista de Concepción
La Primera Iglesia Metodista de Concepción es un templo cristiano de la Iglesia Metodista de Chile inaugurado en 1951 y ubicado en la ciudad de Concepción, capital de la Región del Biobío. La comunidad de Concepción fue la pionera del metodismo en establecerse en la región y la primera del sur de Chile.

## Historia
A fines de la década de 1870, luego de una reunión que sostuvo el ministro metodista William Taylor con el Presidente de la República de Chile, Aníbal Pinto Garmendia, junto al Ministro de Instrucción Pública, Miguel Luis Amunátegui, donde el pastor le pidió la autorización al mandatario para poder establecer algunas escuelas que permitieran dar una educación religiosa vinculada al protestantismo para los hijos de extranjeros de fe metodista avecindados en Chile, principalmente inmigrantes británicos y estadounidenses, se dio inicio a la obra educacional de los metodistas en Tacna (en la futura provincia chilena de Tacna), Antofagasta, Santiago y Concepción. Debido a las precarias condiciones de infraestructura educacional que existía en diversas partes de Chile, las autoridades laicas se mostraron favorables a esta iniciativa privada. Esto permitió en esta última ciudad, la fundación de dos escuelas separadas por sexos en 1878: el Concepción College, una escuela con internado femenino, junto al The American College, una escuela con internado masculino. Ambos establecimientos educacionales fueron financiados y apoyados por la Iglesia Metodista Episcopal de los Estados Unidos. Como minoría religiosa y debido a que en aquella época, y hasta 1925, la religión oficial del Estado chileno era la Iglesia católica, las otras religiones, tanto cristianas como no cristianas, se encontraban sometidas a restricciones que no les permitían ejercer plenamente la libertad de culto y a fin de que los católicos chilenos no fueran convertidos a sus religiones, se instaba a los evangélicos a que realicen sus predicas en espacios privados y en el idioma de los migrantes, entendiéndose como "iglesias de colonias extranjeras". Esta comunidad educativa marcó el inicio para posterior fundación de la Primera Iglesia Metodista de Concepción, entendida como una comunidad religiosa de habla inglesa. En aquella época, los metodistas residentes en la zona eran principalmente ciudadanos extranjeros de la anglosfera atraídos por la bonanza minera del carbón en Lota y Coronel, como también algunos marineros de paso en el puerto de Talcahuano. Entre 1878 y 1883 se estableció en Concepción la misionera metodista estadounidense, Lelia Waterhouse, quien fungió como la primera directora del Concepción College para señoritas. Ella se preocupó de que a los estudiantes se les impartiera clases de religión y una escuela dominical.En 1883, el pastor Juan Canut de Bon funda en Concepción la primera comunidad metodista de habla hispana, conocida como la Segunda Iglesia Metodista de Concepción. Estas actividades religiosas fueron consideradas como el precedente para la formación de la primera comunidad metodista de Concepción en 1887, dirigida por el Reverendo William T. Robinson, quien también ejercía como director del The American College para varones.El 1 de diciembre de 1889, se inauguró una capilla de pequeñas dimensiones al interior del recinto, la cual fue destruida por un incendio en 1911. La comunidad metodista penquista no contaba con una iglesia propia, por lo que debían hacer todas sus actividades en las escuelas. Tras un esfuerzo mancomunado entre toda la comunidad metodista local en la búsqueda de fondos para la compra de un terreno y posterior construcción de la iglesia bajo la dirección del arquitecto Ernesto Loosli, se puso la primera piedra el 15 de marzo de 1914 para la edificación del primer templo metodista de la ciudad, ubicado en la Avenida Los Carrera esquina Castellón,  el cual fue seriamente dañado durante el terremoto de 1939. Posteriormente la comunidad se organizó para la erigir el actual templo de la Iglesia Metodista, el cual fue inaugurado el 4 de noviembre de 1951, trasladándose hacia la esquina de la avenida Los Carrera con Colo-Colo.